# Jacopo III Alighieri

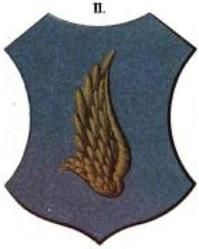
Stemma Alighieri discendenti di Dante.

Jacopo (III) AlighierI (Verona, 1470 – Verona, post 1545) è stato un nobile, politico e poeta italiano, figlio di Pietro III Alighieri, fratello di Dante III e quindi discendente del poeta Dante.

## Biografia
Nato nel 1470 da Pietro III e da Caterina da Monselice, aiutò il fratello Dante ad incrementare il patrimonio famigliare, specialmente quello agricolo a Gargagnago in Valpolicella. I due furono in buoni rapporti, tanto che Jacopo raggiunse nel 1510 il fratello, andato in esilio a Mantova in seguito all'occupazione di Verona da parte dell'imperatore Massimiliano I d'Asburgo, come si può evincere dal testamento redatto da Dante III.
Seguendo la tradizione famigliare, fu membro del Consiglio cittadino di Verona dal 1529 al 1537 e, come il fratello Dante, si dilettò di poesia. Infatti, scrisse in tarda età un canzoniere di liriche dal sapore petrarchesco (rinvigorito in quegli anni da Pietro Bembo come modello di poesia in volgare) dedicato ad una nobildonna, tale Marietta Rocca, la quale non accettò il corteggiamento dell'Alighieri. 
Benché avesse redatto testamento il 20 gennaio 1520 - in cui prescrive di essere sepolto come i suoi avi e insieme al fratello Dante nel monastero di Santa Anastasia di Verona, Jacopo III sopravvisse a molti dei suoi nipoti, compreso Pietro IV, il quale lo ricorda nel suo testamento del 31 dicembre 1545.